# Кубок світу з біатлону 2017—2018, естафета, жінки
Змагання заліку жіночих естафет у програмі Кубку світу з біатлону 2017-2018 розпочалися 10 грудня 2017 року на другому етапі в австрійському Гохфільцені  й завершаться на восьмому етапі в Осло-Голменколлені. За підсумками сезону 2016-2017 свій титул найкращої естафетної команди відстоюватиме збірна Німеччини.

## Формат
В естафеті від кожної команди змагаються чотири біатлоністки, кожна з яких пробігає три кола загальною довжиною 6 км, виконуючи дві стрільби з положення лежачи й стоячи. На кожній стрільбі біатлоністка повинна влучити в п'ять мішеней. Для цього вона має 8 патронів, але спочатку в магазині тільки п'ять, додаткові патрони спортсменка повинна заряджати по одному. За кожну нерозбиту мішень біатлоністка повинна пробігти штрафне коло, довжиною 150 м. Гонка проводиться із загальним стартом. Першу стрільбу першого етапу біатлоністки повинні виконувати на установках, визначених їхнім стартовим номером. Надалі біатлоністки виконують стрільбу з установки, яка відповідає поточному місцю в гонці.

## Призери попереднього сезону
| Медаль  | Країна    | Очки |
| ------- | --------- | ---- |
| Золото: | Німеччина | 300  |
| Срібло: | Франція   | 248  |
| Бронза: | Україна   | 224  |

## Переможці та призери етапів
| Етап:        | Золото:                                                                       | Час                                                       | Срібло:                                                                   | Час                                                       | Бронза:                                                             | Час                                                       |
| Гохфільцен   | Німеччина Ванесса Гінц Франциска Гільдебранд Марен Гаммершмідт Лаура Дальмаєр | 1:14:36.4 (0+1) (0+1) (0+2) (0+2) (0+1) (0+0) (0+1) (0+1) | Україна Віта Семеренко Юлія Джима Валя Семеренко Олена Підгрушна          | 1:15:21.3 (0+1) (0+0) (0+0) (0+0) (0+1) (0+1)             | Франція Марі Дорен-Абер Селія Емоньє Жустін Бреза Анаїс Бескон      | 1:15:40.9 (0+1) (2+3) (0+2) (0+2) (0+2) (0+1) (0+1) (0+1) |
| Обергоф      | Франція Анаїс Бескон Анаїс Шевальє Селья Емоньє Жустін Бреза                  | 1:12:42.4 (0+1) (0-0) (1+3) (0+0) (0+0) (0+2) (0+1) (0+3) | Німеччина Ванесса Гінц Деніз Геррманн Франциска Пройс Марен Гаммершмідт   | 1:13:14.8 (0+3) (1+3) (0+2) (0+0) (0+0) (0+0) (0+2) (1+3) | Швеція Лінн Перссон Анна Маґнуссон Елісабет Гоґберґ Мона Брорссон   | 1:13:30.6 (0+2) (0+0) (0+0) (0+2) (0+0) (0+1) (0+2) (0+1) |
| Рупольдінг   | Німеччина Франциска Пройс Деніз Геррманн Франциска Гільдебранд Лаура Дальмаєр | 1:08:47.0 (0+0) (0+0) (0+0) (0+2) (0+3) (0+1) (0+1) (0+2) | Італія Ліза Вітоцці Доротея Вірер Ніколь Гонтьє Федеріка Санфіліппо       | 1:08:49.9 (0+0) (0+0) (0+0) (0+0) (0+1) (0+2) (0+0) (0+0) | Швеція Лінн Перссон Мона Брорссон Анна Маґнуссон Ганна Еберґ        | 1:09:04.2 (0+0) (0+1) (0+0) (0+1) (0+1) (0+1)             |
| Голменколлен | Франція Анаїс Шевальє Селья Емоньє Марі Дорен-Абер Анаїс Бескон               |                                                           | Німеччина Марен Гаммершмідт Деніз Геррманн Франциска Пройс Лаура Дальмаєр |                                                           | Італія Ліза Вітоцці Доротея Вірер Ніколь Гонтьє Федеріка Санфіліппо |                                                           |

## Нарахування очок
| Місце | 1  | 2  | 3  | 4  | 5  | 6  | 7  | 8  | 9  | 10 | 11 | 12 | 13 | 14 | 15 | 16 | 17 | 18 | 19 | 20 | 21 | 22 | 23 | 24 | 25 | 26 | 27 | 28 | 29 | 30 | 31 | 32 | 33 | 34 | 35 | 36 | 37 | 38 | 39 | 40 |
| ----- | -- | -- | -- | -- | -- | -- | -- | -- | -- | -- | -- | -- | -- | -- | -- | -- | -- | -- | -- | -- | -- | -- | -- | -- | -- | -- | -- | -- | -- | -- | -- | -- | -- | -- | -- | -- | -- | -- | -- | -- |
| Очки  | 60 | 54 | 48 | 43 | 40 | 38 | 36 | 34 | 32 | 31 | 30 | 29 | 28 | 27 | 26 | 25 | 24 | 23 | 22 | 21 | 20 | 19 | 18 | 17 | 16 | 15 | 14 | 13 | 12 | 11 | 10 | 9  | 8  | 7  | 6  | 5  | 4  | 3  | 2  | 1  |

## Таблиця
| #  | Команда        | ГОХ | ОБЕ | РУП | ГОЛ | Разом |
| -- | -------------- | --- | --- | --- | --- | ----- |
|    | Німеччина      | 60  | 54  | 60  | 54  | 228   |
| 2  | Франція        | 48  | 60  | 32  | 60  | 200   |
| 3  | Італія         | 29  | 38  | 54  | 48  | 169   |
| 4  | Швеція         | 34  | 48  | 48  | 38  | 168   |
| 5  | Україна        | 54  | 40  | 30  | 34  | 158   |
| 6  | Росія          | 43  | 43  | 36  | 32  | 154   |
| 7  | Норвегія       | 28  | 31  | 43  | 43  | 145   |
| 8  | Швейцарія      | 40  | 28  | 34  | 40  | 142   |
| 9  | Польща         | 27  | 34  | 40  | 36  | 137   |
| 10 | Чехія          | 38  | 32  | 38  | 28  | 136   |
| 11 | Білорусь       | 36  | 26  | 28  | 31  | 121   |
| 12 | Канада         | 32  | 27  | 31  | 30  | 120   |
| 13 | Фінляндія      | 25  | 36  | 21  | 29  | 111   |
| 14 | Японія         | 31  | 30  | 25  | 23  | 109   |
| 15 | Казахстан      | 30  | 21  | 27  | 24  | 102   |
| 16 | Південна Корея | 26  | 24  | 18  | 25  | 68 93 |
| 17 | Естонія        | 21  | 25  | 20  | 22  | 88    |
| 18 | Болгарія       | 23  | 23  | 19  | 21  | 86    |
| 19 | Австрія        | -   | 29  | 26  | 27  | 82    |
| 20 | Литва          | 22  | -   | 23  | 20  | 65    |
| 21 | Словаччина     | 24  | -   | 29  |     | 53    |
| 22 | США            | -   | -   | 24  | 50  | 26    |
| 23 | КНР            | -   | 22  | 22  |     | 44    |